# Academia de Vampiros (filme)
Vampire Academy (em português: Academia de Vampiros: O Beijo das Sombras) é um filme de fantasia e comédia de terror estadunidense dirigido por Mark Waters, com roteiro de Daniel Waters baseado no primeiro livro da série de livros homônima escrita por Richelle Mead. É estrelado por Zoey Deutch como Rose Hathaway, uma Dhampir, e Lucy Fry como Lissa Dragomir, sua melhor amiga Moroi, seguindo seu retorno à Academia de São Vladimir após fugirem por um ano.

## Elenco
- Zoey Deutch como Rose Hathaway
- Lucy Fry como Lissa  Dragomir
- Danila Kozlovsky como Dimitri Belikov
- Sarah Hyland como Natalie Dashkov
- Dominic Sherwood como Christian Ozera
- Olga Kurylenko Kirova
- Gabriel Byrne como Victor Dashkov
- Cameron Monaghan como Mason Ashford
- Joely Richardson como Rainha Tatiana Ivashkov
- Sami Gayle como Mia Rinaldi
- Claire Foy como Sonya Karp

## Recepção
No Metacritic o filme recebeu críticas "geralmente desfavoráveis". Randy Cordova do Arizona Republic chegou ao consenso "O filme baseado na série de livros jovem-adulto tem um resultado que apenas os fãs irão gostar", já Amy Nicholson do Village Voice disse "para garotas fortes, inteligentes e garotos que gostam delas, Vampire Academy é ótimo". O filme tem uma média de 5.8 entre os usuários do site, indicando críticas médias ou mistas.

## Lançamento
O filme foi lançado em Fevereiro de 2014 nos Estados Unidos, mas seu desempenho nas bilheterias não foi muito bom. O lançamento no Brasil foi cancelado, e o filme será lançado diretamente em Home media em outubro de 2014, pela Paris Filmes.